# Председатель Государственного совета Крыма
Председатель Государственного Совета Республики Крым — глава Государственного Совета Республики Крым — высшего представительного органа государственной власти Республики Крым в составе Российской Федерации.
11 марта 2014 года Верховный Совет Автономной Республики Крым и Севастопольский городской совет приняли декларацию о независимости Автономной Республики Крым и города Севастополя. В соответствии с декларацией, в случае решения народов Крыма в результате референдума войти в состав Российской Федерации, Крым будет объявлен суверенной республикой и именно в таком статусе будет воссоединён с Российской Федерацией на правах субъекта.
15 марта 2014 года Верховная рада Украины досрочно прекратила полномочия Верховного Совета Автономной Республики Крым, ссылаясь на решение Конституционного суда Украины о нарушении Верховным Советом Крыма украинской конституции. Верховный Совет АР Крым, однако, продолжил работу, ссылаясь на незаконность данного решения Верховной рады. Согласно постановлению «О представительном органе Республики Крым», принятому 17 марта 2014 года на внеочередном пленарном заседании Верховного Совета АР Крым, «в связи с выходом из состава Украины и провозглашением Республики Крым независимым государством» представительный орган Республики Крым сменил наименование и именуется Государственным Советом Республики Крым — парламентом Республики Крым со дня провозглашения независимости Республики Крым. 18 марта 2014 года Республика Крым была принята в состав Российской Федерации. Украина не признавала независимость Крыма и не признаёт его вхождения в состав России.

## Избрание на должность
Согласно Конституции Республики Крым, председатель Государственного Совета Республики Крым избирается на сессии из числа депутатов Государственного Совета Республики Крым путём тайного голосования с использованием бюллетеней.

## Полномочия
Председатель Государственного Совета Республики Крым осуществляет свои полномочия на постоянной основе.
Председатель Государственного Совета Республики Крым представляет Государственный Совет Республики Крым в отношениях с президентом России.

## Председатели
- Константинов, Владимир Андреевич